# Fender Princeton

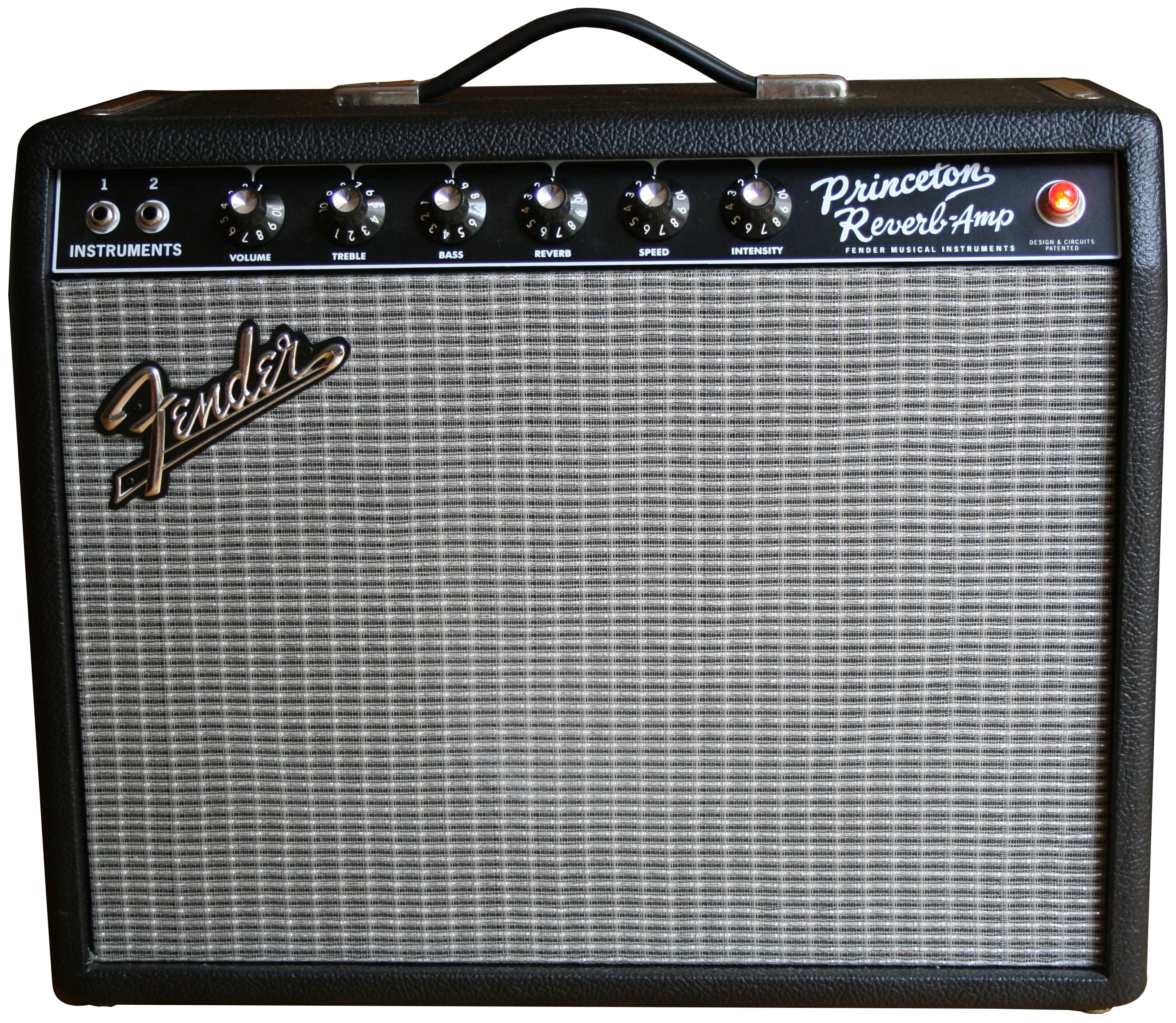
Fender Princeton Reverb Amp '65 Reissue

Il Fender Princeton è un amplificatore per chitarra valvolare prodotto dell'azienda statunitense Fender ed introdotto nel mercato a partire dal 1946.

## Caratteristiche tecniche
Sul tradizionale pannello frontale blackface del Fender Priceton Reverb Amp, attualmente in produzione, trovano posto un canale di amplificazione con doppio ingresso, un controllo di volume, alti, bassi, riverbero e due potenziometri per il controllo del vibrato. L'amplificatore monta un cono Jensen da 10 pollici con una potenza in uscita di 15 watt a 8 ohm